# Латиноамерикансько-британські відносини
Латиноамерикансько-британські відносини — дипломатичні, економічні та культурні відносини між Сполученим Королівством і країнами Латинської Америки.
Англія та Велика Британія мали давні інтереси в колоніальній Латинській Америці, включаючи каперство, работоргівлю (і її скасування) та заснування власних колоній у Вест-Індії. Британія підтримала незалежність латиноамериканських колоній від Іспанії близько 1820 року та розвинула широкі торговельні та фінансові відносини з більшістю нових незалежних країн, відкриваючи морські лінії та будуючи залізниці. Після іспано-американської війни 1898 року американські фінансові інтереси все більше відігравали роль у дипломатичних відносинах. Традиційні британські бізнес-інтереси тривали доти, доки більшість її регіональних активів не було продано в 1914–1918 роках для оплати британських військових зусиль під час Першої світової війни.
Після 1820 року участь британських військових у цьому регіоні була мінімальною. Прикордонна сварка з Венесуелою в 1890-х роках стала небезпечною, коли втрутилися Сполучені Штати; серйозних проблем не було, і незабаром суперечка була остаточно вирішена.
Велика Британія керувала програмою таємних дій у Латинській Америці в 1960-х роках. У 1982 році відбулася коротка успішна війна за вигнання аргентинського вторгнення на Фолклендські острови.

## Колоніальна епоха
У колоніальну епоху Латинської Америки до 1820 року Англія та Велика Британія були в союзі з Португалією та підтримували дружні дипломатичні відносини з колонією Португалії в Бразилії. Незважаючи на це, англійські капери здійснили напади на бразильські порти, такі як Сантус у 1591 році.
Однак часто виникала серйозна ворожнеча з Іспанією. Незалежні англійські капери часто атакували інтереси Іспанії та мріяли якось напасти та захопити щорічний іспанський флот, який повертав золото та срібло до Іспанії. У 16 столітті сер Джон Гокінс і сер Френсіс Дрейк були провідними каперами. У 17 столітті Карибський басейн був улюбленою метою, особливо 1655 2 1670 на іспанські кораблі та іспанські міста. У різних війнах англійські капери захоплювали бази на Іспанській Ямайці та в інших іспанських колоніях у Карибському морі, а пірати закріплювалися на материку в Центральній Америці. У 1671 році валлійський капер Генрі Морган розграбував і спалив Панама-Сіті, пограбувавши його скарби золота, срібла та коштовностей, але не помітив золотий вівтар, який був зафарбований, щоб приховати його цінність. Зі своєї бази в Порт-Роялі, Ямайка, Морган здійснив набіги на поселення та кораблі на Іспанській Майні, ставши багатим, використавши отримані призові гроші для покупки трьох великих цукрових плантацій.
Британські купці займалися більшою частиною торгівлі між Європою та Латинською Америкою через те, що конкуренцією було небагато іспанських чи португальських купців. До 1824 року, коли Іспанія покинула регіон, близько 90 британських комерційних домів працювали в колишніх іспанських колоніях, зосередившись у Буенос-Айресі. Уже в 1810 році в Бразилії було 200. В атлантичній работоргівлі була значна участь Британії, поки британці не оголосили її поза законом у 1807 році, а в 1833 році скасували рабство в усіх своїх колоніях. Іспанія надала виключні права Британській компанії Південного моря на постачання рабів у свої колонії. Компанія Південного моря одночасно займалася незаконною комерційною торгівлею, і як тільки Іспанія спробувала це зупинити, результатом стала англо-іспанська війна Дженкінс-Ера, яка тривала десятиліття після 1739 року. Війна почалася після захоплення валлійського купця Роберта Дженкінса. іспанськими моряками, які відрізали йому вуха. Британці захопили Порто-Белло в листопаді 1739 року. Губернатор Джорджії Джеймс Оглторп очолив атаку на Сент-Августин, штат Флорида, у 1740 році; Іспанія відповіла нападом на острові Сент-Саймон, штат Джорджія.
Під час наполеонівських війн 1801–1815 років Іспанія контролювалася Наполеоном, а її колонії тепер були потенційною мішенню для Королівського флоту. Результатом стали два британські вторгнення на річку Плейт. Британський адмірал Хоум Ріггс Пофем почав вторгнення в іспанську колонію Ла-Плата (сучасна Аргентина). Пофам мав армію з 1500 чоловік, які швидко захопили форт у Буенос-Айресі, захопивши місто з 55 000 жителів. Аргентинські креоли (тобто місцеві чоловіки іспанського походження) мобілізували свої місцеві та сусідні сили, включаючи 1000 солдатів із сусіднього міста Монтевідео. Вони здолали англійців, які капітулювали 14 серпня 1806 р. У відповідь Лондон направив нові армії до Буенос-Айреса та Вальпараїсо. Друга британська атака відбулася в 1807 році, коли британський генерал Джон Уайтлок привів 12 000 солдатів для вторгнення в Монтевідео та Буенос-Айрес. Вирішальна битва відбулася в червні 1807 р.; аргентинці чисельно переважали 12 000 проти 9 000. Проте вони перемогли, і британці знову здалися. Тим часом Наполеон вторгся в Португалію, і королівський флот врятував королівську сім'ю, доставивши її до Бразилії. Велика британська морська перемога під Трафальгаром у жовтні 1805 року рішуче дала контроль над океанами британцям і поклала край наполеонівським заморським мріям.

## Епоха незалежності після 1820 року
Французьке вторгнення в Іспанію поклало початок дводесятилітньому (1806–26) військовому конфлікту за контроль над іспанськими колоніями. До 1818 року Іспанія відновила контроль над усіма своїми колоніями. Раптово, починаючи з 1819 року, з поверненням Симона Болівара з вигнання могутність Іспанії впала, і одна за одною вдалося відколотися, за винятком Куби. Адмірал Томас Кокрейн був найвидатнішим із приблизно 10 000 британських найманців, найнятих для організації спеціальних армій і флотів, що борються за незалежність від Іспанії. Кокрейн організував і очолив повстанські флоти Чилі та Бразилії, а також допомагав Перу.
Незалежність країн Латинської Америки після 1826 р. відкрила перед лондонськими фінансистами прибуткові перспективи. Регіон був серйозно спустошений війнами за незалежність, зі слабкими фінансовими системами, слабкими урядами та неодноразовими переворотами та внутрішніми повстаннями. Однак у регіоні був добре розвинений експортний сектор, зосереджений на продуктах харчування, які користувалися попитом у Європі, особливо на цукру, каві, пшениці та (після появи охолодження в 1860-х роках) яловичині. Був також добре розвинений гірничий сектор. Без іспанців на початку 1820-х років цей регіон був спустошеним регіоном, який перебував у глибокій депресії. Вона терміново потребувала капіталу, підприємців, фінансистів, вантажників. Британія поспішила заповнити порожнечу до середини 1820-х років, оскільки лондонський уряд використовував свою дипломатичну владу для заохочення великомасштабних інвестицій. Королівський флот забезпечував захист від піратства. Британці створили торговельні громади у великих містах, у тому числі 3000 британців у Буенос-Айресі. Лондонські фінансисти придбали державні облігації Латинської Америки на 17 мільйонів фунтів стерлінгів, особливо Аргентини, Чилі, Перу та Мексики. Вони інвестували ще 35 мільйонів фунтів стерлінгів у 46 акціонерних компаній, створених переважно для діяльності в Латинській Америці. Бульбашка незабаром лопнула, але ті, хто вижив, працювали тихо та прибутково протягом багатьох десятиліть. У 1820-1850-х роках понад 260 британських торгових домів діяли в Рівер-Плейт або Чилі, а також сотні інших в решті Латинської Америки. Латиноамериканський ринок був важливим для виробників бавовни Ланкаширу. Вони підтримали рух за незалежність і переконали британський уряд розмістити комерційних консулів у всіх великих торгових центрах Латинської Америки. британці були постійно віддані цьому, і минули десятиліття – аж до 1860-х років – перш ніж реклама та участь принесли серйозні дивіденди. До 1875 року Латинська Америка була міцно інтегрована в трансатлантичну економіку під керівництвом Великої Британії. Після 1898 року британцям довелося конкурувати з американцями в комерційній сфері.
У довгостроковій перспективі вплив Великої Британії в Латинській Америці був величезним після здобуття незалежності в 1820-х роках. Британія навмисно прагнула замінити іспанців в економічних і культурних справах. Військові питання та заснування нових колоній були другорядними факторами. Вплив здійснювався через дипломатію, торгівлю, банківську справу та інвестиції в залізниці та шахти. Англійська мова та британські культурні норми були передані енергійними молодими британськими бізнес-агентами на тимчасових призначеннях у великих комерційних центрах, де вони запрошували місцевих жителів до британських видів дозвілля, таких як організований спорт, і до своїх трансплантованих культурних установ, таких як клуби та школи. Вплив на спорт був величезним, оскільки Латинська Америка з ентузіазмом взялася за футбол (футбол). В Аргентині регбі, поло, теніс і гольф стали важливими для дозвілля середнього класу. Крикет був проігнорований. Британська роль ніколи не зникала, але вона швидко зникала після 1914 року, коли британці перераховували свої інвестиції, щоб заплатити за Велику війну, а Сполучені Штати рушили в регіон з переважною силою та подібними культурними нормами.

### Протистояння
Фактичних воєн, пов’язаних безпосередньо з Британією, не було, однак було кілька протистоянь. Найсерйозніший стався в 1845-1850 роках, коли британський і французький флоти блокували Буенос-Айрес, щоб захистити незалежність Уругваю від Хуана Мануеля де Росаса, диктатора Аргентини. Інші менші суперечки з Аргентиною спалахнули в 1833 році, з Гватемалою в 1859 році, Мексикою в 1861 році, Нікарагуа в 1894 році та Венесуелою в 1895 і 1902 роках. У 1830-х і 1840-х роках також була напруженість уздовж Москітового узбережжя в Центральній Америці.

### Трансокеанський канал
Інтерес Лондона до Центральної Америки почався в 17 столітті, спершу зосереджений на Белізі, Роатані та узбережжі Москіто (який став східним узбережжям Нікарагуа та Гондурасу). Інтерес Вашингтона почався в 1824 році з дипломатичного визнання п'яти держав Центральної Америки. Британія зміцнила свої позиції на березі Карибського моря, і непередбаченим результатом стало пряме зіткнення зі Сполученими Штатами. У 1848 році США побачили потребу в трансокеанському каналі. Цей план був підкріплений потоком шукачів золота, які використовували транзитний шлях через Центральну Америку в 1849 році. Один із розглянутих маршрутів проходив через Нікарагуа, але його розчарував британський контроль над узбережжям Москіто. Цей конфлікт було вирішено в 1850 році, коли дві держави погодилися в договорі Клейтона-Булвера відмовитися від територіальних володінь уздовж маршруту можливого каналу. Щоб запобігти домінуванню над тихоокеанськими торговельними шляхами іншого, кожен погодився, що будь-який канал буде нейтральним і вони не придбаватимуть формальних колоній на цьому шляху. У 1901 році Британія відмовилася від своїх претензій за договором Хея-Паунсфоте, дозволяючи Сполученим Штатам побудувати Панамський канал, відкритий у 1914 році.
1. ↑   [Adrian Finucanem, The Temptations of Trade: Britain, Spain, and the Struggle for Empire (2016) Adrian Finucanem, The Temptations of Trade: Britain, Spain, and the Struggle for Empire (2016)]. {{cite web}}: Пропущений або порожній |title= (довідка)
2. ↑   [Dorothy Burne Goebel, "British Trade to the Spanish Colonies, 1796-1823' American Historical Review 43#2 (1938), pp. 288-320 online Dorothy Burne Goebel, "British Trade to the Spanish Colonies, 1796-1823' American Historical Review 43#2 (1938), pp. 288-320 online]. {{cite web}}:  Перевірте схему |url= (довідка); Пропущений або порожній |title= (довідка)
3. ↑  Llorca-Jaña, Manuel (17 грудня 2013). British Merchants in New Markets: The Case of Wylie and Hancock in Brazil and the River Plate, c. 1808–19. The Journal of Imperial and Commonwealth History. Т. 42, № 2. с. 215—238. doi:10.1080/03086534.2013.868228. ISSN 0308-6534. Процитовано 2 грудня 2022.
4. ↑  Dusenberry, William (1 травня 1948). Review: Latin America: An Historical Survey, by John Francis Bannon and Peter Masten Dunne. Pacific Historical Review. Т. 17, № 2. с. 191—192. doi:10.2307/3635519. ISSN 0030-8684. Процитовано 2 грудня 2022.
5. ↑   [Ben Hughes, The British Invasion of the River Plate 1806-1807: How the Redcoats Were Humbled and a Nation Was Born (2014). Ben Hughes, The British Invasion of the River Plate 1806-1807: How the Redcoats Were Humbled and a Nation Was Born (2014).] {{cite web}}: Пропущений або порожній |title= (довідка)
6. ↑  The late colonial period and the wars of independence(l780–1825). Latin America since 1780. Routledge. 7 березня 2013. с. 25—50. ISBN 978-0-203-76367-4.
7. ↑   [Brian Vale, “British Sailors and the Brazilian Navy, 1822–1850,” Mariner's Mirror 80#3 (1994): 312-25. Brian Vale, “British Sailors and the Brazilian Navy, 1822–1850,” Mariner's Mirror 80#3 (1994): 312-25.] {{cite web}}: Пропущений або порожній |title= (довідка)
8. ↑   [R.A. Humphreys, "British Merchants and South American Independence," Proceedings of the British Academy (1965), Vol. 51, pp151-174 R.A. Humphreys, "British Merchants and South American Independence," Proceedings of the British Academy (1965), Vol. 51, pp151-174]. {{cite web}}:  Перевірте схему |url= (довідка); Пропущений або порожній |title= (довідка)
9. ↑   [J.F. Rippy, The Evolution of international Business 1800-1945: vol 1: British Investments in Latin America, 1822-1949 (1949) p 17. J.F. Rippy, The Evolution of international Business 1800-1945: vol 1: British Investments in Latin America, 1822-1949 (1949) p 17.] {{cite web}}: Пропущений або порожній |title= (довідка)
10. ↑   [Manuel Llorca-Jaña, "The organisation of British textile exports to the River Plate and Chile: Merchant houses in operation, c. 1810–59." Business History 53#6 (2011): 821-865. Manuel Llorca-Jaña, "The organisation of British textile exports to the River Plate and Chile: Merchant houses in operation, c. 1810–59." Business History 53#6 (2011): 821-865.] {{cite web}}: Пропущений або порожній |title= (довідка)
11. ↑   [Ronald Hyam, Britain's Imperial Century 1815-1914 (2002) pp 57-61 Ronald Hyam, Britain's Imperial Century 1815-1914 (2002) pp 57-61]. {{cite web}}:  Перевірте схему |url= (довідка); Пропущений або порожній |title= (довідка)
12. ↑   [Alina Silveira, "Educating a City's Children: British Immigrants and Primary Education in Buenos Aires (1820-1880)." The Americas 70#1 (2013): 33-62. Alina Silveira, "Educating a City's Children: British Immigrants and Primary Education in Buenos Aires (1820-1880)." The Americas 70#1 (2013): 33-62.] {{cite web}}: Пропущений або порожній |title= (довідка)
13. ↑  Mangan, J. A.; DaCosta, Lamartine; Costa, Lamartine Pereira da (2002). Sport in Latin American Society: Past and Present (англ.). Psychology Press. ISBN 978-0-7146-5126-2.
14. ↑   [Oliver Marshall, ed. English-Speaking Communities in Latin America (2000). Oliver Marshall, ed. English-Speaking Communities in Latin America (2000).] {{cite web}}:  Перевірте схему |url= (довідка); Пропущений або порожній |title= (довідка)
15. ↑  The Cambridge Modern History (англ.). 1910.
16. ↑  Tree, Robert L.; Martin, Michael Rheta; Lovett, Gabriel H.; Parkes, Henry Bamford (1957-05). An Encyclopedia of Latin-American History. The Hispanic American Historical Review. Т. 37, № 2. с. 247. doi:10.2307/2510346. ISSN 0018-2168. Процитовано 2 грудня 2022.